# Yadigar Muhammad
Yadigar Muhammad o Yadgar Muhammad (mort el 1470) fou un príncep timúrida i efímer sultà timúrida d'Herat el 1470.
Yadigar Muhammad era fill de Sultan Muhammad, un net de Xah Rukh. Quan el sultà d'Herat i Samarcanda Abu Said ben Muhammad ben Miranshah ben Timur fou capturat per Uzun Hasan, emir dels aq qoyunlu, aquest el va entregar a Yadigar degut a llaços de família. Pocs dies després fou executat per orde de Yadigar (febrer del 1469) per venjar la mort de la seva àvia (esposa de Shah Rukh) per orde d'Abu Said.
El 1469, Uzun Hasan va donar un contingent a Yadigar Muhammad amb el que s'havia d'apoderar d'Herat i el Khorasan, que havia caigut en mans de Husayn Baykara. Inicialment Yadigar Muhammad fou derrotat per Husayn a la batalla de Chinaran (15 de setembre de 1469) però Uzun Hasan va enviar un exèrcit de reforç i dos fills del mateix Uzun Hasan; aquest va exigir a Husayn l'entrega d'alguns oficials aq qoyunlu que havien desertat cap a Herat, però el sobirà s'hi va negar. Yadigar va romandre al Khorasan al front de les forces aq qoyunlu i progressivament les desercions van minar l'esperit de les forces de Husayn que va acabar fugint d'Herat, que fou ocupada per Yadigar Muhammad el 7 de juliol de 1470. Però llavors part de les tropes de reforç es van retirar i altres no van mantenir la disciplina, mentre Husayn reagrupava les seves forces, i derrotava als soldats del sultà de Samarcanda Sultan Ahmad ibn Abu Said que avançaven cap al Khorasan, per tot seguit enfrontar a Yadigar al que va fer presoner i va executar. Fou el darrer descendent de Shah Rukh que va tenir un paper rellevant a la història.
| Precedit per: Husayn Baykara | Sulta timúrida d'Herat 1457 | Succeït per: Husayn Baykara |